# Trichomyia swinhoei
Trichomyia swinhoei är en tvåvingeart som beskrevs av Cockerell 1917. Trichomyia swinhoei ingår i släktet Trichomyia och familjen fjärilsmyggor.
Artens utbredningsområde är Myanmar. Inga underarter finns listade i Catalogue of Life.